# گلوجه خالصه
کُلُوچه خالصه یکی از روستاهای استان آذربایجان شرقی است که در دهستان قافلان‌کوه غربی بخش مرکزی شهرستان میانه واقع شده‌است. فاصله ی این روستا تا شهر میانه حدود 35 کیلومتر است. شغل بیشتر ساکنین این روستا کشاورزی و دامداری است. از محصولات کشاورزی این روستا میتوان به جارو و هندوانه و خربزه و برنج وگندم و جو اشاره کرد.